# Huornasenjärvi (Gällivare socken, Lappland)
Huornasenjärvi är en sjö i Gällivare kommun i Lappland och ingår i Kalixälvens huvudavrinningsområde.